# Чамлыкское сельское поселение
Чамлыкское сельское поселение — муниципальное образование в составе Лабинского района Краснодарского края России.
В рамках административно-территориального устройства Краснодарского края ему соответствует Чамлыкский сельский округ.
Административный центр — станица Чамлыкская.

## Население
| 2010  | 2012  | 2013  | 2014  | 2015  | 2016  | 2017  |
| ----- | ----- | ----- | ----- | ----- | ----- | ----- |
| 4169  | ↘4131 | ↘4111 | ↘4075 | ↘4051 | ↗4062 | ↘4059 |
| 2018  | 2019  | 2020  | 2021  | 2023  |       |       |
| ↘4018 | ↘3979 | ↘3914 | ↘3693 | ↘3595 |       |       |

## Населённые пункты
В состав сельского поселения (сельского округа) входят 2 населённых пункта:
| № | Населённый пункт | Тип населённого пункта | Население (чел.) |
| - | ---------------- | ---------------------- | ---------------- |
| 1 | Чамлыкская       | станица                | ↘3600            |
| 2 | Лобода           | хутор                  | ↘93              |